# استاین فن هینینخن
استاین فن هینینخن (هلندی: Steijn van Heijningen؛ زادهٔ ۲۸ ژانویهٔ ۱۹۹۷) بازیکن هاکی روی چمن اهل هلند است.